# Per Brahe (el viejo)
Per Brahe el Viejo (1520-1590) fue un estadista sueco.
Brahe era hijo de Joakim Brahe (fallecido en 1520 en el baño de sangre de Estocolmo) y Margareta Eriksdotter Vasa, la hermana de Gustav Eriksson Vasa, quien se convirtió en rey de Suecia en 1523. Brahe era el primo de tres futuros reyes, Eric XIV, Juan III y Carlos IX, todos ellos hijos de Gustavo Vasa.
Brahe fue uno de los primeros miembros de la nobleza sueca nombrado conde por el rey Eric XIV, con motivo de la coronación real en 1561. En 1562, Brahe recibió el condado de Visingsborg, situado en Visingsö. Había sido miembro del Consejo Privado de Suecia y Gobernador del Castillo de Estocolmo desde 1540. A la ascensión al trono del Rey Juan III, fue nombrado juez supremo (riksdrots) y Gobernador de Norrland, así como Gobernador del Castillo de Estocolmo nuevamente.
Casó con Beata Stenbock (1533-1583), hija de Gustaf Olofsson Stenbock y Brita Eriksdotter Leijonhufvud, y hermana mayor de la tercera esposa de Gustav Vasa, Katarina Stenbock. La suegra de Brahe era hija de Erik Abrahamsson Leijonhufvud y Ebba Eriksdotter Vasa, la madre de la segunda esposa de Gustavo Vasa, Margaret Eriksdotter Leijonhufvud. (Ebba Eriksdotter Vasa era prima segunda de Gustavo Vasa).
Brahe fue padre de Erik Brahe (1552–1614), Gustaf Brahe (1558–1615), Margareta Brahe (1559–1638), Magnus Brahe (1564–1633), Sigrid Brahe y Abraham Brahe (1569–1630), y abuelo de Per Brahe el Joven (1602–1680), Ebba Brahe y Margareta Brahe.